# IC 1011
IC 1011 هي مجرة، تتبع كوكبة العذراء.

## روابط خارجية
- IC 1011 على موقع ويكي سكاي: DSS2, SDSS, GALEX, IRAS, Hydrogen α, X-Ray, Astrophoto, Sky Map, Articles and images